# Control (песня Puddle of Mudd)
Control (с англ. — «Контроль») — песня американской рок-группы Puddle of Mudd, выпущенная 17 июля 2001 года. Песня является первым синглом с дебютного студийного альбома Come Clean. Она достигла 3-го места в чарте Billboard Mainstream Rock Tracks, 3-го в Modern Rock Tracks и 68-го в Billboard Hot 100. Песня также стала главной песней на шоу WWF Survivor Series (2001)

## О песне
Песня «Control» про отношения, в которых находился Уэс Скантлин и что «встречался с неконтролируемым человеком», и сказал, что он сам тоже стал неконтролируем. Скантлин тогда сказал MTV:
Близость была очень, очень приятной ... [были] в этом какие-то странные вещи. Конец песни – это пробуждение [когда вы поймёте, что]: «Чувак, я больше не могу с этим мириться. Психическое расстройство не стоит того бонуса, которого ты получаешь за интимную близость. Когда я писал эти тексты, я думал: «Не знаю позволит ли звукозаписывающая компания мне это записать.

## Видеоклип
Видеоклип начинается с ссоры Уэса Скантлина с девушкой, которая водила машину, после чего выгоняет Уэса с машины. В результате, с задержанием Скантлина, группа не смогла вовремя выступить в баре. Большая часть видео прорезается между Скантлином, идущим к месту назначения, водителем, отъезжающим от него, и группой, выступающей в баре. После второго куплета песни Скантлин снова видит ту девушку, которая остановилась на обочине. Когда оба обнимаются, Скантлин забирает у неё ключи. Как только начался последний припев, Скантлин бросает ключи в лужу с грязью (Puddle of Mudd), после чего Скантлин продолжил путь пешком, а видеоклип заканчивается в баре.

## Список композиций
Промосингл, США и Европа (2001)
| №  | Название  | Длительность |
| -- | --------- | ------------ |
| 1. | «Control» | 3:50         |

Европа, изменённый сингл (2001)
| №                   | Название                                            | Длительность |
| ------------------- | --------------------------------------------------- | ------------ |
| 1.                  | «Control»                                           | 3:50         |
| 2.                  | «Control» (Acoustic version)                        | 4:09         |
| 3.                  | «Control» (видеоклип, срежиссирован Фредом Дёрстом) | 4:40         |
| Общая длительность: | Общая длительность:                                 | 12:03        |

Австралия (2001)
| №                   | Название                       | Длительность |
| ------------------- | ------------------------------ | ------------ |
| 1.                  | «Control»                      | 3:50         |
| 2.                  | «Control» (Acoustic version)   | 4:09         |
| 3.                  | «Never Change» (Album version) | 3:59         |
| 4.                  | «Control» (видеоклип)          | 4:40         |
| Общая длительность: | Общая длительность:            | 16:37        |

Великобритания (2002)
| №                   | Название                     | Длительность |
| ------------------- | ---------------------------- | ------------ |
| 1.                  | «Control»                    | 3:50         |
| 2.                  | «Abrasive»                   | 3:14         |
| 3.                  | «Control» (Acoustic version) | 4:09         |
| 4.                  | «Control» (видеоклип)        | 4:40         |
| Общая длительность: | Общая длительность:          | 15:17        |

Великобритания, 7-дюймовый винил
| №  | Название  | Длительность |
| -- | --------- | ------------ |
| 1. | «Control» | 3:50         |

| №  | Название   | Длительность |
| -- | ---------- | ------------ |
| 1. | «Abrasive» | 3:14         |

Европа, Maxi Single (2002)
| №                   | Название                     | Длительность |
| ------------------- | ---------------------------- | ------------ |
| 1.                  | «Control»                    | 3:50         |
| 2.                  | «Control» (Acoustic version) | 4:09         |
| 3.                  | «Abrasive»                   | 3:14         |
| 4.                  | «Control» (видеоклип)        | 4:40         |
| Общая длительность: | Общая длительность:          | 15:17        |